# Sis dies de Newark
Els Sis dies de Newark era una cursa de ciclisme en pista, de la modalitat de sis dies, que es corria a Newark (Estats Units d'Amèrica). La seva primera edició data del 1910 i es va disputar fins al 1915 amb només quatre edicions.

## Palmarès
| Any     | Primers                           | Segons                        | Tercers                     |
| ------- | --------------------------------- | ----------------------------- | --------------------------- |
| 1910    | Willy Fenn · Frank Kramer         | Iver Lawson · Jimmy Moran     | Paddy Hehir · Ernie Pye     |
| 1911-12 | No disputats                      |                               |                             |
| 1913    | Paddy Hehir · Peter Drobach       | Worth Mitten · Gordon Walker  | Martin Ryan · Lloyd Thomas  |
| 1914    | Alfred Goullet · Alfred Hill      | George Cameron · Harry Kaiser | Gordon Walker · Ted Wohlrab |
| 1915    | Reginald McNamara · Robert Spears |                               |                             |